# Ignacy Maciejowski
Ignacy Maciejowski (27. července 1835 Kobierniki, Polsko – 22. září 1901 Krakov) byl polský spisovatel, dramatik a literární kritik přechodného období mezi pozitivismem a Mladým Polskem. Představitel kritického realismu v modernistické próze.

## Životopis
Ignacy byl synem profesora práv Franciszka Maciejowského (1798–1873) a Karoliny rozené Kubeszewské (1812–1885). Jeho sourozenci byli: Adam (1846–1934), Wiktor, Hektor, Stanisław, Michalina Moszczeńská, Helena a Henryk. Oženil se s Marií rozenou Guentherovou (1850–1932).
Studoval na Agronomickém institutu v Marymontu u Varšavy (nyní část Varšavy). Účastnil se Lednového povstání, byl spojený s generálem a spisovatelem Ludwikem Mierosławskim (mj. působil jako komisař Sandomierzského vojvodství). Po povstání byl rakouskými úřady uvězněn (1864–1865), poté žil v exilu z toho 10 let v Londýně. Po návratu v roce 1878 se zpočátku zabýval (bez většího úspěchu) zemědělskými pracemi. Od roku 1894 žil v Krakově, kde byl jeho dům centrem kulturního života. V roce 1898 byl redaktorem časopisu „Życie“.
Jako spisovatel debutoval v roce 1875 knihou Sketches from England. Známými se staly jeho romány Biedronie, Bajecznie kolorową – vyprávění o svatbě Włodzimierze Tetmajera, Matkę – příběh rodiny slavného spisovatele a básníka Władysława Orkana. Mezi Maciejowského zájmy patřila také realita venkova jeho doby, umělecké prostředí Krakova a život průkopníků průmyslu v Haliči. Tyto romány se přes vysokou uměleckou úroveň nezapsaly natrvalo do dějin polské literatury. Z celé jeho tvorby se do klasiky zapsal pouze opakovaně dotiskovaný román Matkę.
Zemřel v Krakově a byl pohřben v Zaborówě (farnost Dołęga).
V roce 1902 mu vděční spisovatelé: Marian Zdziechowski, M. Siedlecki, W. Reymont, T. Miciński, W. Tetmajer, K. Tetmajer, A. Lange, K. M. Górski, L. Rydel, Włodzimierz Perzyński, S. Żeromski, Jerzy Żuławski, S. Wyspiański, W. Feldman, Adam Szymański; s portrétem J. Malczewského v úpravě S. Wyspiańského, věnovali a vydali vlastní texty.

## Dílo

### Romány
- 1882 – Zdobyte stanowisko
- 1882 – Walka o byt
- 1883 – Polka i Amerykanka
- 1884–1885 – Zyzma
- 1887 – Na szerokim świecie
- 1889 – Słowa a czyny
- 1891 – Dzielna kobieta
- 1893 – Nafta
- 1895 – Biedronie
- 1897 – Matke
- 1897 – Wśród pokus
- 1898 – Bajecznie kolorowa
- 1900 – Ponad siły

### Novely
- 1877 – Zielona latarka
- 1878 – Łusia Burlak
- 1881 – Głodowa pożyczka
- 1881 – Przybłędy
- 1883 – Franuś Walczak
- 1889 – Konkury Wojtusia
- 1889 – Wiosna
- 1897 – W kleszczach
- 1897 – Magdusia

### Drama
- 1876 – Pojedynek szlachetnych
- 1882 – Wielka polityka
- 1888 – Dla świętej ziemi
- 1890 – Pan marszałek

### V češtině
- Souboj šlechetných: komedie ve čtyřech jednáních – přeložil Arnošt Schvab-Polabský. Praha: Josef Richard Vilímek, 1884
- Hanuše: povídka – př. Josef Koněrza. Praha: Václav Kotrba, 1891
- Martin Luba: drama o čtyřech dějstvích – za spolupráce Tadeusze Micińského; př. Adolf Černý. Praha: František Šimáček, 1899[1]
- V petrolejových dolech: román – př. Václav Dresler. Praha: Edvard Beaufort, 1907
- Matěj v povstání – úvod František Sekanina; př. Josef Horák; in: 1000 nejkrásnějších novel... č. 47. Praha: J. R. Vilímek, 1913